# Rediul Mare
Rediul Mare è un comune della Moldavia situato nel distretto di Dondușeni di 1.150 abitanti al censimento del 2004